# Polly Ann Young
Polly Ann Young (* 25. Oktober 1908 in Denver, Colorado; † 21. Januar 1997 in Los Angeles, Kalifornien) war eine US-amerikanische Filmschauspielerin.

## Leben und Karriere
Young wurde 1908 in Denver, Colorado geboren. Ihre beiden jüngeren Schwestern Sally Blane (1910–1997) und Loretta Young (1913–2000) sowie ihre Halbschwester Georgina Young (1924–2007), die zudem mit dem Schauspieler Ricardo Montalbán verheiratet war, waren ebenfalls als Schauspielerinnen tätig. Wie ihre Schwestern und ihre Mutter war sie römisch-katholisch und wurde in einer Klosterschule unterrichtet.
Von 1917 bis 1941 spielte sie in über 40 Filmen mit, darunter einige unbedeutende und nicht im Abspann aufgeführte Rollen. Ihre bedeutendste Rolle spielte Young in dem Western Rodeo (1934) an der Seite von John Wayne, in dem sie die Hauptrolle der Marjorie Carter übernahm. Youngs letzter Film war der Poverty-Row-Horrorfilm Phantom des Schreckens (1941), in dem sie erneut eine Hauptrolle bekam.
Young heiratete am 5. Februar 1936 Carter Hermann, mit dem sie vier Kinder hatte. In den 1980er Jahren verstarb ihr Mann. 1997, im Alter von 88 Jahren, starb Young in Los Angeles, Kalifornien an Krebs. Ihre Schwestern Loretta und Sally starben ebenfalls an Krebs.

## Filmografie
- 1917: Sirens of the Sea
- 1921: Der Scheich (The Sheik)
- 1928: Die Masken des Erwin Reiner (The Masks of the Devil)
- 1929: The Bellamy Trial
- 1929: Tanned Legs
- 1929: Rich People
- 1930: They Learned About Women
- 1930: Children of Pleasure
- 1930: Our Blushing Brides
- 1930: Road to Paradise
- 1930: Love in the Rough
- 1930: Going Wild
- 1931: Up for Murder
- 1931: This Modern Age
- 1931: The One Way Trial
- 1932: Das Geheimnis des Dr. Mirakel (Murders in the Rue Morgue)
- 1932: The Circus Show-Up
- 1932: Lady with a Past
- 1932: Disorderly Conduct
- 1934: Stolen Sweets
- 1934: Rodeo (The Man from Utah)
- 1934: Elinor Norton
- 1934: The White Parade
- 1934: Sons of Steel
- 1935: The Crimson Trial
- 1935: Happiness C.O.D.
- 1935: Thunder in the Night
- 1935: His Fighting Blood
- 1936: Hitch Hike to Heaven
- 1936: The Border Patrolman
- 1936: I Cover Chinatown
- 1939: Mystery Plane
- 1939: Liebe und Leben des Telefonbauers A. Bell (The Story of Alexander Graham Bell)
- 1939: Wolf Call
- 1939: Port of Hate
- 1940: Murder on the Yukon
- 1940: Die Dame ist der Gatte (Turnabout)
- 1940: The Last Alarm
- 1941: Road Show
- 1941: Phantom des Schreckens (Invisible Ghost)